# Aclou
Aclou är en kommun i departementet Eure i regionen Normandie i norra Frankrike. Kommunen ligger i kantonen Brionne som tillhör arrondissementet Bernay. År 2022 hade Aclou 345 invånare.

## Befolkningsutveckling
Antalet invånare i kommunen Aclou
Referens:INSEE